# 日向坂46歷史
本文講述日本女子偶像團體日向坂46的歷史資料，以年表的方式按照發生時間先後記載。收錄的內容除了日向坂46及其前身「平假名櫸坂46」團體內的發展歷程之外，也涵蓋部分與日向坂46相關、發生於日向坂46及其衍生團體或姊妹團體（例如坂道系列各團）之間的跨團體資訊。

## 平假名櫸坂46時期

### 2015年
11月29日，櫸坂46（現櫻坂46前身）在冠名節目《櫸字、會寫嗎?》上，公佈新成員長濱禰留正式加入。長濱禰留受家人反對未能參加櫸坂46一期生徵選的最終審查，因此她是以特例方式被取錄。有見及此，運營單位未有將她編入櫸坂46一期生，而是安排她以類似乃木坂46的Under成員的「平假名櫸坂46」身份參與櫸坂46的演出，同時宣布將追加招募平假名櫸坂46的成員。

### 2016年
5月8日，於影音串流網站SHOWROOM公佈平假名櫸坂46成員徵選的11名合格參加者，是為平假名櫸坂46一期生。「平假名櫸坂46」做為一個偶像團體正式成形。
6月27日，於《櫸字、會寫嗎?》宣布櫸坂46第2張單曲選拔成員。平假名櫸坂46成員長濱禰留正式兼任櫸坂46，並入選該單曲選拔成員。該單曲同時收錄了平假名櫸坂46首支原創歌曲《平假名櫸》；此後，平假名櫸坂46以B面曲的形式，在櫸坂46單曲中均有收錄原創歌曲。

### 2017年
5月31日，平假名櫸坂46宣佈舉辦新成員招募活動。
8月13日，正式公布平假名櫸坂46追加成員徵選結果，合格者共有9位，全數編為平假名櫸坂46二期生。
9月24日，櫸坂46在當日深夜播出的《櫸字、會寫嗎?》節目中公佈第5張單曲選拔成員名單，營運單位同時宣佈長濱禰留即日起改為專屬櫸坂46，不再兼任平假名櫸坂46成員。

### 2018年
1月30日至2月1日，原定由平假名櫸坂46及櫸坂46於日本武道館分別舉辦為期一天（1月30日）及兩天（1月31及2月1日）的公演，但因櫸坂46成員平手友梨奈受傷不能參與演出，營運單位於1月13日宣布改為三天公演均由平假名櫸坂46負責演出。在最後一天公演尾聲，營運單位突擊宣佈將為平假名櫸坂46發行專輯。
4月1至8日，於日本七地進行乃木坂46、櫸坂46、平假名櫸坂46的聯合徵選先行說明會「坂道聯合新制成員徵選講座」。徵選由6月1日開始，至7月9日結束。
4月9日，平假名櫸坂46專屬冠名節目《平假名推》啟播。
4月20日至5月6日，平假名櫸坂46的舞台劇處女作「AYUMI」於東京的音樂劇劇場「AiiA 2.5 Theater Tokyo」上演。
5月21日，成員小坂菜緒成為時尚雜誌《Seventeen》專屬模特兒的消息公布，自6月1日發行的雜誌7月號開始登場。小坂也成為團內首位擔任時尚雜誌模特兒的成員。
6月1日，成員影山優佳因學業因素宣布暫停活動。
6月3日，於SHOWROOM上舉行的「平假名櫸坂46 起跑的瞬間巡演2018 開幕前緊急特備節目!」中宣佈佐佐木久美正式擔任平假名櫸坂46隊長一職。
6月20日，平假名櫸坂46首張專輯《起跑的瞬間》正式發行。伴随专辑发行，组合展开東名阪巡迴公演，演出分别于橫濱（6月4至6日）、東京（6月13日）、大阪（6月27及28日）及名古屋（7月2及3日）舉行。
11月16日至11月25日，「Zambi project」同名舞台劇《Zambi》於東京巨蛋城表演廳上演，由乃木坂46、櫸坂46、平假名櫸坂46成員共同演出。平假名櫸坂46成員柿崎芽實、加藤史帆、齊藤京子和小坂菜緒輪流參與演出。
11月29日，營運單位於官網公布坂道聯合徵選的39位合格成員所屬團體，其中平假名櫸坂46有1名三期生加入。
12月10日，平假名櫸坂46唯一的三期生上村日菜乃於日本武道館舉辦的見面會首次公開亮相。同日，平假名櫸坂46在韓國首爾舉行的2018年Mnet亞洲音樂大獎韓國站（2018 MAMA Premiere in Korea）獲頒最佳亞洲新人獎、並進行該團首次國外演出。
12月11日至13日，平假名櫸坂46再度於日本武道館舉辦公演，是次公演以聖誕節為主題。此活動後來成為團體的年末定例公演「日向聖誕」，延續至2022年為止。
12月20日，Oricon公布年度排行榜，平假名櫸坂46获年度新人總銷售金額第3名（7.5億日元）。

### 2019年
2月7日－17日，「Zambi project」舞台劇《Zambi～Theater's end～》於天王洲銀河劇場上演，再次由乃木坂46、櫸坂46、平假名櫸坂46成員共同演出。平假名櫸坂46派出潮紗理菜、佐佐木久美及松田好花輪流演出。
2月11日，平假名櫸坂46於SHOWROOM的特別直播上，發表將發行出道單曲、舉辦單曲出道紀念演唱會、開設獨立官方網站及粉絲俱樂部等消息。在直播末段，營運單位突擊發表團名改為「日向坂46」的消息。至此，日向坂46正式成為繼吉本坂46以來，坂道系列第4個系列團體，也是首個有改名記錄的坂道系列團體。

## 日向坂46時期

### 2019年
2月14日凌晨，有媒體於報道指日向坂46有四名成員同時獲選為時尚雜誌的專屬模特兒。加藤史帆、佐佐木久美、佐佐木美玲、高本彩花將分別於時尚雜誌《CanCam》、《Ray》、《non-no》、《JJ》的4月号開始，以專屬模特兒身份亮相。營運單位亦在同日早上透過官方網站確認此消息。
2月27日，櫸坂46第8張單曲《黑羊》發行，當中收錄的《想對你說的話》（君に話しておきたいこと）和《擁抱你》（抱きしめてやる）是最後兩首以平假名櫸坂46名義發表的音樂作品。
3月5、6日，於橫濱體育館舉行「出道倒數公演」（デビューカウントダウンライブ），兩場公演均分成上下半兩部分，分別以「平假名櫸坂46的最後公演」及「日向坂46的首個公演」為主題。两场公演合計約有24,000名觀眾觀賞。
3月27日，發行首張單曲《心動了》。同日早上，各成員的部落格由櫸坂46官方網站轉移至日向坂46官方網站，櫸坂46官方網站亦自當日起陸續停止發佈日向坂46成員的個人資訊、最新消息及行程。
4月1日，平假名櫸坂46时期启播的冠名節目《平假名推》播出最後一集，4月8日起同時段改播全新冠名節目《在日向坂見面吧》。
6月7日，成員齊藤京子成為時尚雜誌《ar》常規模特兒的消息公布，自同月12日發行的7月號開始登場。
6月21日，營運方宣佈成員濱岸日和因健康欠佳，即日起暫停演藝活動。
7月17日，發行第2張單曲《Do Re Mi Sol La Si Do》。
8月11日，柿崎芽實出席《心動了》最後一場握手會後正式畢業離團，成為组合改名为日向坂46后首位畢業的成員。
8月28日，發行團體首本寫真集《站著划》，因專注學業而暫停演藝活動的成員影山優佳亦參與了部分拍攝工作。出版社於同月26日先行在東京多處舉辦發售紀念活動。
9月15日，於「KOYABU SONIC 2019」（由组合冠名节目《HINABINGO!》主持人暨吉本新喜劇座長小籔千豐企劃的音樂活動）第二天的表演中首度登台演出。
9月18日，主持2019年MTV日本音樂錄影帶大獎演唱會「MTV VMAJ 2019 -THE LIVE-」，並憑《心動了》獲頒最佳舞蹈設計獎。
9月26日，於埼玉超級競技場舉行「第3張單曲發行紀念單獨公演」。
10月2日，發行第3張單曲《如此喜歡你可以嗎？》。
12月17、18日，於幕張展覽館舉行團體更名後首次聖誕公演「日向聖誕2019」（ひなくり2019）。在第二日場次的安可環節時，宣布隔年春季將舉辦首次日本全國體育館巡演，以及隔年的聖誕公演將在東京巨蛋舉行。
12月31日，於《第70回NHK紅白歌合戰》登台演出，實現紅白初登場。演唱曲目為《心動了》。

### 2020年
1月7日，營運單位宣佈濱岸日和自第4張單曲起恢復演藝活動。
1月16日，全體成員演出的電視劇《DASADA》在日本電視台首播。
2月4日及5日，在橫濱體育館舉行一連兩日的《DASADA》特別企劃「日向坂46 x DASADA LIVE & FASHION SHOW」。在第二日演出期間，營運單位宣布團體首支紀錄片將於3月27日上映，並在3月2日公佈片名為《第三年的出道》。
2月16日，坂道研修生最終所屬團體宣佈，其中高橋未來虹、森本茉莉及山口陽世加入日向坂46，成為該團三期生。
2月19日，發行第4張單曲《才沒這回事呢》。
3月14日，在網路電視平台光TV上架的冠名節目《我們是日向坂46，可以耽誤你一點時間嗎？》開始播出。
3月18日－5月14日，原定於廣島（3月18日、19日）、福岡（3月31日、4月1日）、大阪（4月10日、11日、12日）、群馬（高崎；5月8日、9日）及神奈川（橫濱；5月12日、13日、14日）舉行「春之全國體育館巡演2020」，但因新型冠狀病毒（Covid-19）疫情持續擴大，營運單位在3月6日宣布廣島場次延期至6月舉行，其後在3至4月分批宣佈其餘場次均須押後，補場日期容後公佈。因應疫情尚未緩和，營運單位在6月1日宣布廣島場次將再次延期，補場日期待定。
3月12日，營運單位宣布，原定3月27日上映的《第三年的出道》因Covid-19疫情持續擴大而延後上映，確切上映日期將擇期於影片官網及日向坂46官網公布。
3月25日，曾在《週刊Playboy》連載，以日向坂46由成軍至改名出道期間的歷程為背景的專欄《平假名櫸坂46 Story》及《日向坂46 Story》被結集成單行本，以《日向坂46 Story》名義發行。
3月27日，在官方YouTube頻道進行約三小時的「出道1週年紀念」直播。
3月31日，舉行無觀眾參與的「日向坂46出道1週年紀念 特別聊天&公演」
。此活動後來演變成為團體的年度定例公演「日向誕祭」。
4月5日，團體首個常規的冠名廣播節目《日向坂46的「日」》開始於文化放送播出。
5月26日，營運單位宣布，自2018年6月起暫停活動的影山優佳重啟演藝活動。
7月18日，營運單位宣布因Covid-19疫情而延期的「春之全國體育館巡演2020」將在10月至11月期間舉行，舉行的城市及地點不變。
7月31日，舉辦無觀眾網路直播公演「HINATAZAKA46 Live Online, YES！with YOU！～『22人』的樂隊與奇特的夥伴們～」。公演结束前，發布了團體即將於9月23日發行首張專輯的消息。
8月7日，《第三年的出道》正式於日本各院線上映。
9月11日，營運單位宣布，因Covid-19疫情仍未止歇，「全國體育館巡演2020」將取消。
9月21日，營運單位公佈成員松田好花因眼睛不適，須專注接受治療，松田好花本人亦在同日發表網誌，表示自己將暫停工作，專心養病。
9月22日，成員金村美玖成為時尚雜誌《bis》常規模特兒的消息公布，自10月1日發行的11月號開始登場。
9月23日，發行團體更名後首張專輯《HINATAZAKA》。
10月24日，營運單位宣布，因Covid-19疫情仍未止歇，原定在12月6、7日於東京巨蛋舉行的「日向聖誕2020」公演將以無觀眾網路直播的方式在平安夜（12月24日）進行，東京巨蛋公演則暫定順延至2021年冬季舉行。
11月21日，營運單位公佈成員宮田愛萌身體不適，接受診療後須按醫生囑咐避免劇烈運動，經討論將暫時專注接受治療。
12月24日，舉辦無觀眾網路直播公演「日向聖誕2020 ～鬼屋飯店跟22人的聖誕老人～」，並首次開放予美國、新加坡、香港及台灣觀眾購票欣賞。休養約三個月的松田好花驚喜現身並正式歸隊。
12月31日，第2度獲邀於《第71回NHK紅白歌合戰》登台演出，演唱曲目為《可愛小心機》。

### 2021年
3月26日－27日，「日向坂46 出道2周年活動 Special 2days」以線上直播形式於光TV及dTV頻道播出，27日的最終場演出同時開放觀眾入場觀賞，並在第二天宣布部分成員參演新劇《聲春！》及發行第5張單曲的消息。
5月19日，原定4月30日開幕的「日向坂46咖啡店」於本日在東京SHIBUYA109內的「SHIBUYA PARLOR」開幕，營業日期至8月1日止。
5月25日，營運單位公佈成員佐佐木美玲需要在醫院住院一週以進一步檢查，將暫停工作專心休養，佐佐木本人亦在同日發表網誌告知。
5月26日，發行第5張單曲《只有你最強》。同日，做為前述單曲的熱賣祈願活動，除了因病缺席的佐佐木美玲以外的全體成員，於團體的官方YouTube頻道上直播表演《只有你最強》的競技啦啦隊版本，展現練習多時的成果。
5月29日，與櫻坂46於各自的官方網站上，同步公布兩團將在7月9日至11日於富士急樂園的Conifer Forest溜冰場舉辦聯合公演活動「W-KEYAKI FES. 2021」。日向坂46在7月10日、11日的場次演出。
6月26日，營運單位公佈成員小坂菜緒因身體不適，即日起暫停工作專心休養。
7月11日，佐佐木美玲在該日舉行的「W-KEYAKI FES. 2021」第三場公演上正式歸隊。
9月13日，成員濱岸日和成為時尚雜誌《with》專屬模特兒的消息公布，自同月28日發行的11月號開始登場。
9月15日－10月20日，於廣島、福岡、大阪、仙台、東京、名古屋等6大都市舉行巡演「全國太陽公公化計畫2021」。
10月27日，發行第6張單曲《話說》。
11月5日，線上直播「日向坂46 × KOEHARU LIVESHOW!」。
12月22日，於幕張展覽館舉辦「日向坂46 冬之大分組祭”X’mas特集”」。
12月24日-25日，於幕張展覽館舉辦「日向聖誕2021」。
12月31日，第3度獲邀於《第72回NHK紅白歌合戰》登台演出，演唱曲目為《只有你最強》。

### 2022年
2月2日，成員加藤史帆開設個人Instagram帳號，成為首位開設個人Instagram帳號的日向坂46成員。此後，營運單位仿效乃木坂46的模式，開放部分成員開設個人Instagram帳號。
3月4日，小坂菜緒發布部落格，宣布重啟演藝活動。
3月7日，4期生成員徵選活動相關訊息於官網公布。
3月26日，營運單位公布濱岸日和感染Covid-19的消息，濱岸也因此缺席下週的東京巨蛋公演。
3月30、31日，於東京巨蛋舉辦《3周年紀念MEMORIAL LIVE ～第3次的日向誕祭～》，達成登上東京巨蛋開唱的目標。
4月2日，營運單位公布高本彩花感染Covid-19的消息。5日，營運單位又公布消息表示合共16名成員感染Covid-19。
4月20日，營運單位宣布團體第2支紀錄片將於同年7月8日上映，以日向坂46前進東京巨蛋的歷程為主題。
6月1日，發行第7張單曲《我這種人》。
6月28日，於東京國際論壇舉行二期生渡邊美穗的畢業典禮。這次是日向坂46首次為成員舉辦畢業公演，亦是渡邊美穗最後一次以日向坂46成員身份作公開演出。
7月31日，渡邊美穗完成當天舉行的《我這種人》線上見面會及SHOWROOM直播後，正式從日向坂46畢業。
9月10日－11月13日，於名古屋、神戶、橫濱、東京等4大都市舉行巡演「Happy Smile Tour 2022」。
9月21日，發表4期生徵選合格的新成員人選，共12人。
10月26日，發行第8張單曲《星月共舞的Midnight》。
12月17、18日，於有明體育館舉辦「日向聖誕2022」。
12月31日，第4度獲邀於《第73回NHK紅白歌合戰》登台演出，演唱曲目為《狐狸》。

### 2023年
2月11、12日，於幕張展覽館活動大廳舉辦「日向坂46 4期生 招待會」。
4月1、2日，於橫濱球場舉辦《第4次的日向誕祭》。在該演唱會舉行前，團體方面表示要讓橫濱球場成為日向坂46的新「聖地」。
4月19日，發行第9張單曲《One choice》。同日，開設以推出各種網路原創內容為主的第二YouTube頻道「日向坂Channel」（日向坂ちゃんねる）。
7月19日，於東京國際論壇舉行影山優佳的畢業典禮。
7月26日，發行第10張單曲《Am I ready?》。
8月30日－10月15日，於大阪、橫濱、名古屋、仙台、福岡等5大都市舉行巡演「Happy Train Tour 2023」。
10月10日，坂道系列3團（乃木坂、櫻坂、日向坂）同時發表聯合企劃「新參者 in TOKYU KABUKICHO TOWER」，主要內容為3團的新期生（乃木坂5期、櫻坂3期、日向坂4期）在東急歌舞伎町塔舉行公演，為期一個月。
11月8日，發行第2張專輯《脈動的感情》。
11月13日，第74回NHK紅白歌合戰出場歌手名單公布，日向坂46首次落選紅白。
12月9日－10日，於K Arena橫濱舉行「Happy Train Tour 2023」追加公演，9日公演同時為潮紗理菜的畢業典禮。

### 2024年
3月1日至5月19日，於六本木博物館舉辦團體首次展覽「WE R!」；同時在3月12日至6月12日於東京晴空塔舉行系列活動「日向坂46 WE R! in TOKYO SKYTREE –日向坂46的彩虹–」。
3月19日，發行由光文社製作的團體出道5週年紀念官方冊「H46 MODE vol.1」。
4月5日，於橫濱球場舉行齊藤京子的畢業演唱會。
4月6、7日，於橫濱球場舉辦《第5次的日向誕祭》。
5月8日，發行第11張單曲《你是蜜瓜》。該單曲為團體首次導入選拔成員制，共有16位成員被選入選拔。
6月21至23日，舉行YouTube直播活動「日向坂46小時TV」（日向坂46時間TV），為團體於9月在宮崎縣舉行的「日向Fes2024」造勢。
7月3、4日，於Pacifico橫濱的國立大展演廳舉行團體首次Under成員公演「第11張單曲 平假名日向坂46公演」（11th Single ひなた坂46 LIVE），4日公演同時為高本彩花的畢業典禮。
8月6日，加藤史帆、東村芽依、丹生明里、濱岸日和等4位成員，在各自的官方部落格上發表消息，將在第12張單曲的宣傳期結束後畢業離隊。
8月27至29日，於日本武道館舉行「四期生公演」（四期生ライブ）。
9月7、8日，於日向宮崎縣綜合運動公園舉行「日向Fes2024」（ひなたフェス2024），是日向坂46首次於有「日本的向陽之處」之稱的宮崎縣，舉辦團體單獨首次具音樂節（フェス）規模的演出活動。
9月18日，發行第12張單曲《絕對第六感》。
10月23、24日，於橫濱體育館舉行Under成員公演「第12張單曲 平假名日向坂46公演」（12th Single ひなた坂46 LIVE）。
10月25日，由4期生主演的電影《全部 of 東京》在日本院線上映。
11月7日，在團體的YouTube直播上，宣布由3期生高橋未來虹出任副隊長、以及將於次月4日發行首張MV集，收錄團體自平假名櫸坂46年代至今所有發表過的音樂錄像及製作花絮。
11月19日至12月26日，在神戶（11月19至20日）、福岡（12月4至5日）、名古屋（12月10至11日）、東京（12月25至26日）等4個城市舉行共8個場次的「Happy Magical Tour 2024」全國巡演，其中12月25及26日舉行的東京場次在東京巨蛋舉行，為團體第二次登上東京巨蛋開唱。25日的東京巨蛋公演，亦同時舉行1期生加藤史帆的畢業典禮。
11月30日、12月1日，於PIA Arena MM舉行丹生明里的畢業典禮。此次特別為了喜愛電子競技的丹生，將總計兩日的場次分為「GAME DAY」及「LIVE DAY」，第一場以丹生、日向坂46成員與丹生認識的藝人們的電子遊戲競賽活動為主，第二場則以演唱會的方式為「偶像・丹生明里」告別。

### 2025年
1月6日，佐佐木久美、佐佐木美玲、高瀨愛奈等3位仍在籍中的1期生，同時在個人部落格上宣布將在第13張單曲宣傳期結束後畢業，象徵日向坂46的1期生將全部畢業。
1月25日，在幕張Event Hall舉行東村芽依的畢業典禮。
1月29日，發行第13張單曲《只有畢業照才知道》。
3月10日，發表5期生徵選合格的新成員人選，共11人，後有1人辭退。
4月5日、6日，於橫濱球場舉辦《第6次的日向誕祭》，其中5日場次為佐佐木美玲的畢業典禮、6日場次為佐佐木久美的畢業典禮。佐佐木久美在其畢業典禮上，把隊長職務交接給副隊長高橋未來虹，並舉行「繼承式」，由佐佐木為高橋別上特製的隊長胸章。
4月30日、5月1日，於幕張Event Hall舉行Under成員公演「第13張單曲 平假名日向坂46公演」（13th Single ひなた坂46 LIVE），其中1日場次同時為高瀨愛奈的畢業典禮。
5月21日，發行第14張單曲《Love yourself!》。
5月27日，於國立代代木競技場第一體育館舉行「日向坂46 5期生招待會」。
5月28、29日，於國立代代木競技場第一體育館舉行兩日公演《BRAND NEW LIVE 2025 「OVER THE RAINBOW」》，為1期生全員畢業、以及第二任隊長高橋未來虹就任後的第一次團體公演。
6月27日，於該日舉行的《Love yourself!》發行紀念線上mini live上，舉行富田鈴花的畢業典禮。